# Mesa de San Agustín
Mesa de San Agustín är en ort i Mexiko.   Den ligger i kommunen Valle de Santiago och delstaten Guanajuato, i den centrala delen av landet, 250 km väster om huvudstaden Mexico City. Mesa de San Agustín ligger 1 851 meter över havet och antalet invånare är 335.
Terrängen runt Mesa de San Agustín är kuperad åt sydost, men åt nordväst är den platt. Runt Mesa de San Agustín är det ganska tätbefolkat, med 108 invånare per kvadratkilometer. Närmaste större samhälle är Valle de Santiago, 11,7 km nordost om Mesa de San Agustín. I omgivningarna runt Mesa de San Agustín växer huvudsakligen savannskog.